# Petrus van der Aa
Petrus van der Aa nebo také Petrus Vanderanus (1530 Lovaň – 1594 Lucemburk) byl vlámský právník.
Narodil se v Lovani, kde v roce 1559 dokončil studium a stal se doktorem práv. O tři roky později se stal profesorem, když se jeho předchůdce, Johannes Tack, odstěhoval do Francie. V letech 1565 až 1569 byl členem Suverénní rady (tj. nejvyššího soudu) Brabantského vévodství. V roce 1574 se stal předsedou vrchního zemského soudu Lucemburska a Chiny. Dne 30. října 1583 získal titul rytíře zlaté ostruhy. Ve funkci zemřel v roce 1594. Je autorem knihy Prochirion sive Enchiridion judiciarium (1558) s předmluvou De ordine judiciario apud veteres usitato. Jeho nejvýznamnější dílo nese název Commentarius de privilegiis creditorum (1560).